# Sabine Leibholz
Sabine Leibholz, geborene Bonhoeffer (* 4. Februar 1906 in Breslau; † 7. Juli 1999 in Göttingen), war eine deutsche Autorin und die Zwillingsschwester Dietrich Bonhoeffers. Der Widerstandskämpfer Klaus Bonhoeffer war einer ihrer älteren Brüder; er gehörte wie auch andere Mitglieder aus dem Umfeld der Familie zur Gruppe der Personen des 20. Juli 1944.

## Leben
Sabine Leibholz heiratete am 6. April 1926 den Juristen Gerhard Leibholz und ging mit ihm 1929 nach Greifswald, 1931 weiter nach Göttingen. Nachdem ihr Mann aufgrund seiner jüdischen Herkunft 1935 in den Ruhestand versetzt worden war, wanderten sie 1938 mit ihren beiden Töchtern Marianne und Christiane nach Oxford in Großbritannien aus, wo ihr Mann zunächst – wie viele jüdische Exilanten zu der Zeit – interniert wurde. 1947 kehrten sie nach Göttingen zurück.
Ihr Buch vergangen – erlebt – überwunden ist nicht nur wichtig als Schilderung der „Schicksale der Familie Bonhoeffer“, wie der Untertitel angibt, sondern auch als ungeschönte Darstellung des Schicksals privilegierter Emigranten. Es zeigt deutlich die heute eher in Vergessenheit geratene Tatsache auf, dass deutsche Juden am Beginn des Zweiten Weltkrieges in Großbritannien interniert wurden. Wenn es in dem Gedicht Exil der Tochter Marianne Leibholz heißt: „Wird nie mehr wie vor Zeiten Heimat finden / Er ahnt es, dankbar und sein Herz ist leicht“ (S. 174), so wird unsentimental ausgesprochen, was Emigration auch für die zweite Generation bedeutete.
Sabine Leibholz lebte nach dem Tod ihres Mannes weiterhin im Wohnhaus der Familie in der Herzberger Landstraße in Göttingen, bis zu ihrem eigenen Tod 1999, zusammen mit ihrer Tochter Marianne. Diese starb am 30. Januar 2017 im Alter von 89 Jahren.
Aus dem Nachlass von Sabine Leibholz existieren einige von ihr geschaffene Büsten ihres Bruders, die sie in verschiedenen Materialien gestaltete.

## Schriften
- vergangen – erlebt – überwunden. Schicksale der Familie Bonhoeffer. Gütersloher Verlagshaus, Gütersloh 1983, ISBN 3-579-03961-X.
- Weihnachten im Hause Bonhoeffer. Gütersloh 1991, ISBN 3-579-01545-1.
- Marianne Leibholz: Welt, Krieg und Gott. Frühe Gedichte 1934–1954. epubli 2014 (Online-Ausgabe).